# Нешта Володимир Стефанович
Володимир Стефанович Нешта (нар. 1946, Ставрополь, РРФСР) — радянський футболіст, півзахисник.

## Життєпис
Грав у команді «Іскра» Новоалександровск, Ставропольський край на першість КФК. 20 липня 1967 року провів перший матч у класі «А» — в складі ленінградського «Зеніту» вийшов на заміну на 73-й хвилині в домашньому поєдинку проти «Арарату». Наступного сезону Володимир провів ще сім матчів, відзначився одним голом — відкрив рахунок 12 вересня в домашній грі проти московського «Локомотива».
Потім грав у командах нижчих ліг «Динамо» Ставрополь (1969-1972), «Автомобіліст» Житомир, Українська РСР (1973), «Уралан» Еліста (1974) «Гірник» Нікольський, Казахська РСР (1973).
Працював тренером у ставропольській ДЮСШ-4.